# 島病院 (豊橋市)
島病院（しまびょういん）は、愛知県豊橋市にある医療法人島病院が運営する病院である。

## 概要
1989年12月15日に開設、1999年7月1日に法人化、、2014年10月に現在の病棟が完成した。
- 診療科目 - 精神科、内科[2]
- 精神科病床数 - 80床[2]
- 駐車場 - 15台[1]
- 訪問看護ステーションも完備[2]

病棟は鉄骨造りで、延床面積は3499.54 m2である。

## 交通アクセス
- 東海道本線二川駅が最寄駅となる[4]。